# Kingfisher Airlines

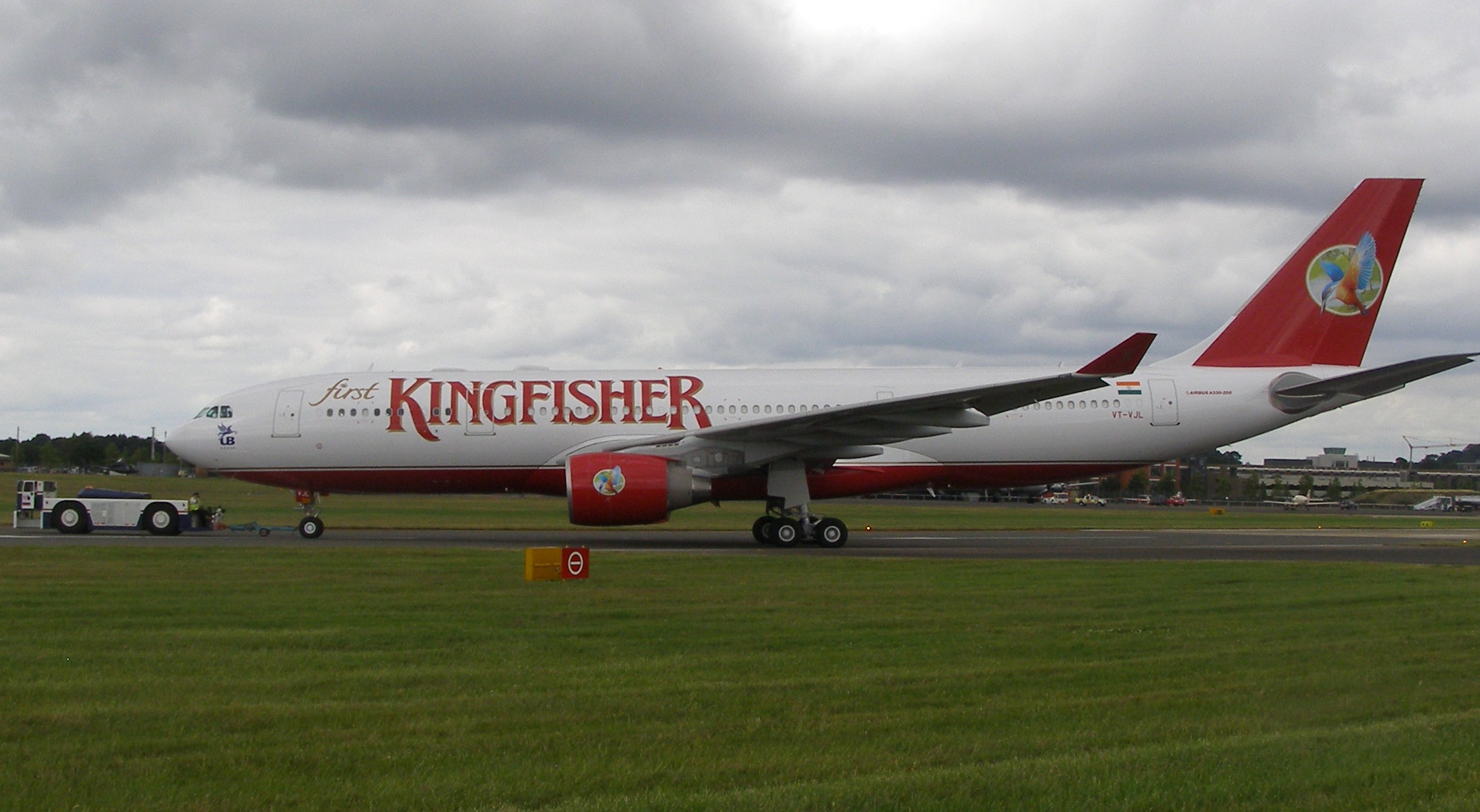
Airbus A330-200 de Kingfisher Airlines en el Farnborough Airshow de 2008.

Kingfisher Airlines fue una aerolínea con sede en Bangalore, India propiedad del empresario indio Vijay Mallya. Operaba 218 vuelos diarios, y contaba con 80 destinos, regionales e internacionales. Sus aeropuertos principales eran el Aeropuerto Internacional de Bangalore, Aeropuerto Internacional Chhatrapati Shivaji y Aeropuerto Internacional Indira Gandhi.
Era una de las seis aerolíneas calificadas 5 estrellas por Skytrax.

## Destinos
Kingfisher Airlines enlazaba sus bases de operación en Bangalore, Bombay y Delhi con varias ciudades por toda la India. Además de una amplia red de destinos nacionales, la compañía daba servicio a algunas ciudades de Europa y otros países de Asia.

## Flota
Kingfisher Airlines poseía los siguientes aviones (a 1 de diciembre de 2010):
- 3 Airbus A220-300
- 3 Airbus A319-100
- 14 Airbus A320-200
- 6 Airbus A321-200
- 5 Airbus A330-200
- 15 Airbus A350-900
- 10 Airbus A380-800 (pedidos, nunca se entregaron).
- 8 Atr 72-500
- 3 Boeing 747-400
- 3 Boeing 747-8
- 7 Boeing 777-200/Boeing 777-200ER
- 10 Boeing 777-300ER
- 1 Boeing 787-9
- 15 McDonnell Douglas MD-11